# Kościół Trójcy Świętej w Kristianstad

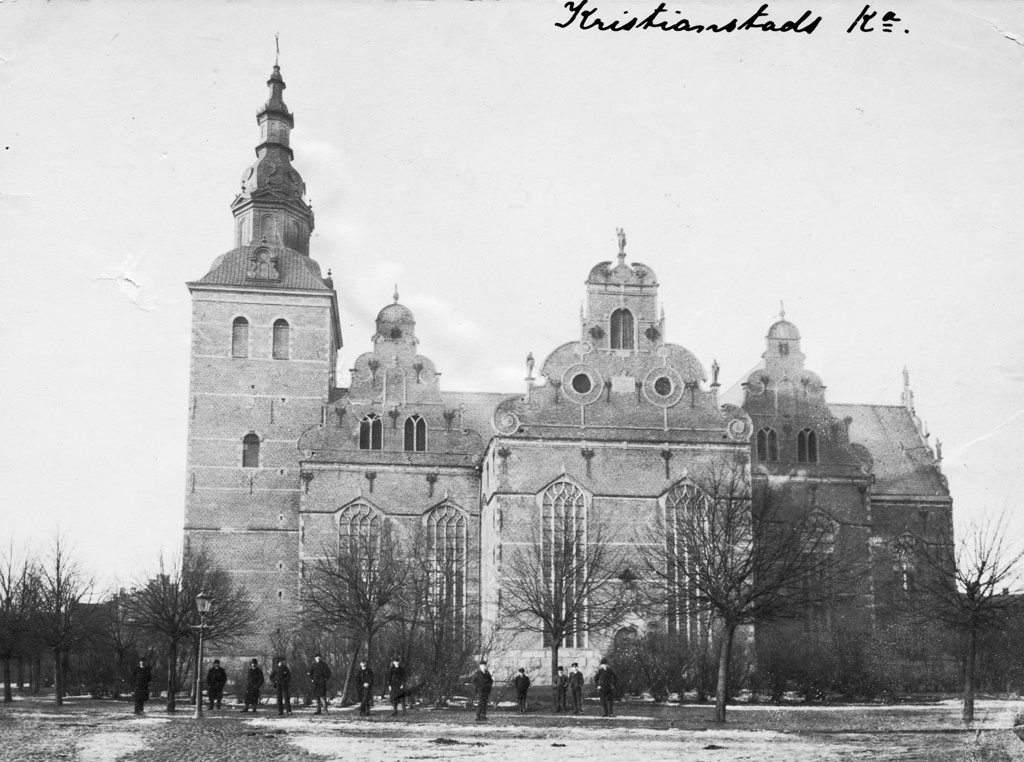
Kościół Trójcy Świętej – strona południowa (ok. 1900)

Kościół Trójcy Świętej w Kristianstad (szw. Heliga Trefaldighets kyrka, Kristianstad) – kościół luterański w Kristianstad, (region terytorialny Skania, region historyczny Skania). Jest położony w centrum miasta przy ulicy Västra Storgatan 6, naprzeciwko dworca kolejowego.
Kościół Trójcy Świętej należy do Kościoła Szwecji. Jest on uważany za jeden z najpiękniejszych protestanckich kościołów XVII-wiecznej Europy.
Kościół Trójcy Świętej ma status zabytku sakralnego według rozdz. 4 Kulturminneslagen (pol. Prawo o pamiątkach kultury) ponieważ został wzniesiony do końca 1939 (3 §).

## Historia
Region Skania należał w I poł. XVII w. do Danii a miasto Kristianstad zostało założone przez króla Christiana IV. Na zlecenie króla został również zbudowany kościół (1618–1628). Christian IV był wykształconym, renesansowym władcą, żywo interesującym się architekturą i sztuką. Nakazał on zbudowanie giełdy w Kopenhadze oraz zamków Rosenborg i Frederiksborg w stylu, który później ochrzczono jego imieniem. Wszystkie te budowle zostały wzniesione z czerwonej cegły z bogatą geometryczną dekoracją wykonaną z jasnoszarego piaskowca. Dotyczyło to zwłaszcza szczytów i obramień portali.
Kościół w Kristianstadzie stanowi szczytowe osiągnięcie tego stylu. Król przypuszczalnie wywierał aktywny wpływ na ostateczny kształt architektoniczny kościoła, który wznosił jego nadworny architekt, Holender Hans van Steenwinckel oraz jego brat Lorenz.
Konsekracji kościoła w Święto Trójcy Świętej 1628 dokonał biskup Mads Jensen Medelfar z Lund.

## Wygląd zewnętrzny
Kościół św. Trójcy to majestatyczna orientowana budowla, wzniesiona na symetrycznym założeniu – trzynawowy halowy korpus główny przecina trzynawowy transept, którego nawa główna jest dłuższa od naw bocznych.
Kościół ma z zewnątrz w sumie siedem szczytów: jeden od wschodu, wieńczący prezbiterium oraz po trzy od północy i południa, na zamknięciu ramion transeptu. Wysokie, spiralne szczyty składają się z wypukłych i wklęsłych łuków. Ich budowniczy nie jest znany. Dekoracja szczytów oraz portali przedstawia przemyślany program teologiczny. Na szczycie prezbiterium honorowe miejsce zajmuje Chrystus w towarzystwie św. Piotra i św. Pawła, natomiast na portalach zostali przedstawieni ewangeliści głoszący ewangelię. W wielu miejscach widnieją znaki cechowe budowniczych kościoła oraz monogram króla, C4. Od zachodu wznosi się wieża, wysoka na 53 m.

## Wnętrze
Wnętrze kościoła jest, dzięki 26 wysokim oknom, pełne światła. Sklepienia w nawach są gwiaździste, wsparte na 12 smukłych filarach, wykutych z czarnego granitu pochodzącego z Vångi, na północny wschód od Kristianstad.
Zachowało się pierwotne wyposażenie wnętrza. Ołtarz główny, zaprojektowany przez Lorenza van Steenwinckela, został przywieziony drogą morską z Amsterdamu w 1625. Zarówno ołtarz główny i ambona odznaczają się kontrastowym zestawieniem bieli i czerni. Materiałem budowlanym był tu czarny marmur i biały alabaster. Ambona na życzenie króla stała (aż do 1890) pośrodku kościoła naprzeciwko ołtarza, żeby w ten sposób podkreślić wagę kazania w liturgii protestanckiej. Na baldachimie okalającym daszek akustyczny ambony widnieje napis JHWH, oznaczający po hebrajsku imię Boga.
Jedyne w swoim rodzaju są też bogate, indywidualnie opracowane dekoracje wysokich na 2 m szczytów ławek kościelnych, wyrzeźbione przez miejscowego artystę Hansa Kocka. Wykonał on również drewniane reliefy zdobiące zewnętrzne portale.
Imponujące organy, największe w krajach nordyckich, zostały zbudowane w 1630, również z polecenia króla. Pozłacany prospekt organowy oraz dekorację rzeźbiarską empory organowej wykonał Caspar Höffer z Kopenhagi, podczas gdy same organy zbudował Johan Lorenz. Odznaczają się one jeszcze dziś, po odrestaurowaniu, potężnym dźwiękiem.
Zarówno wewnątrz jak i na zewnątrz kościoła znajduje się szereg pamiątek z jego historii w formie nagrobków, płyt pamiątkowych i epitafiów. W kościele spoczywa córka króla Chrystiana IV, Hedevig, pochowana razem ze swym mężem, generałem Ebbe Ulfeldtem. Żeby zasłużyć na pochowek w kościele, generał ufundował imponujący żyrandol (wiszący do dziś w kościele).
Wnętrze i wyposażenie:

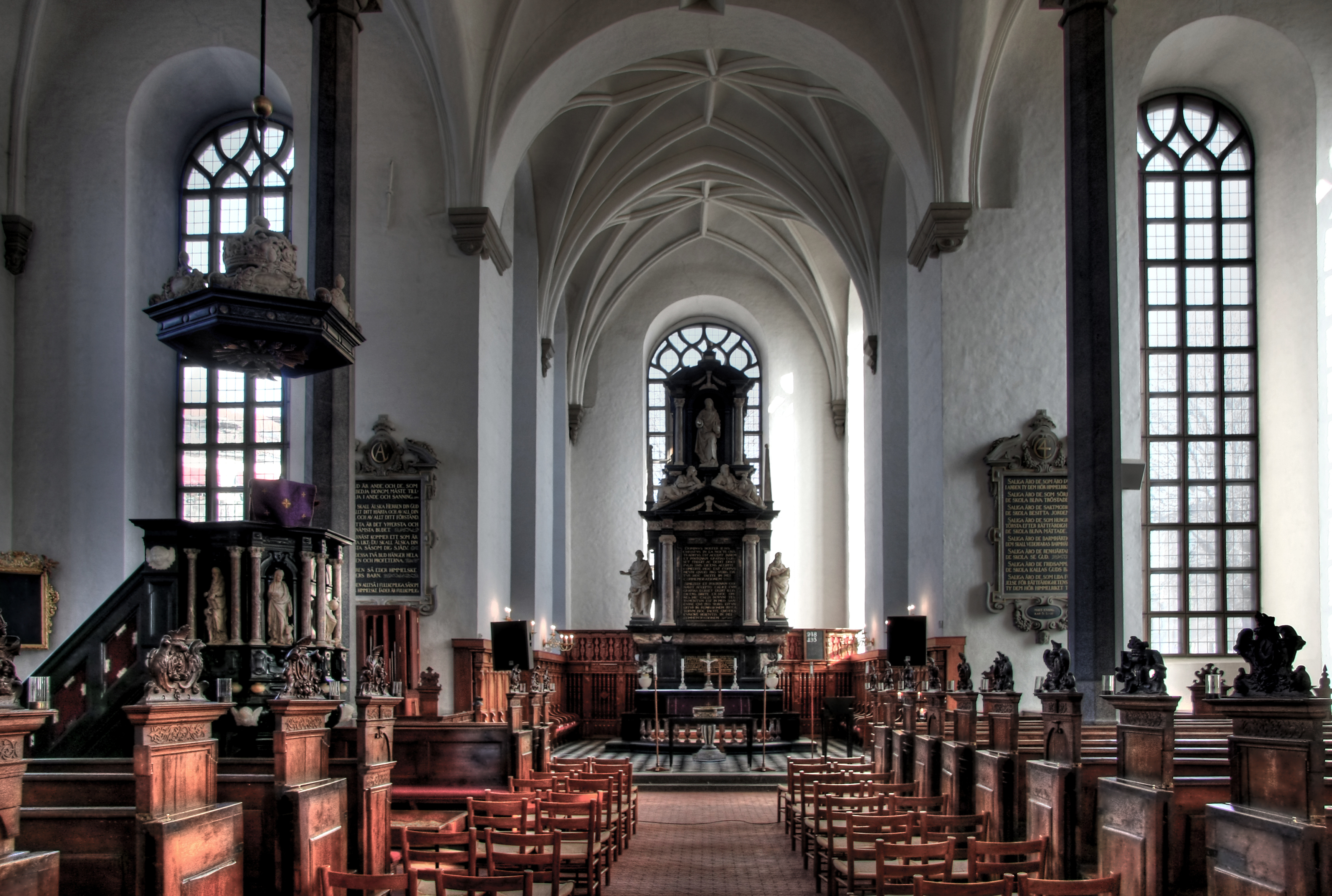
Nawa środkowa
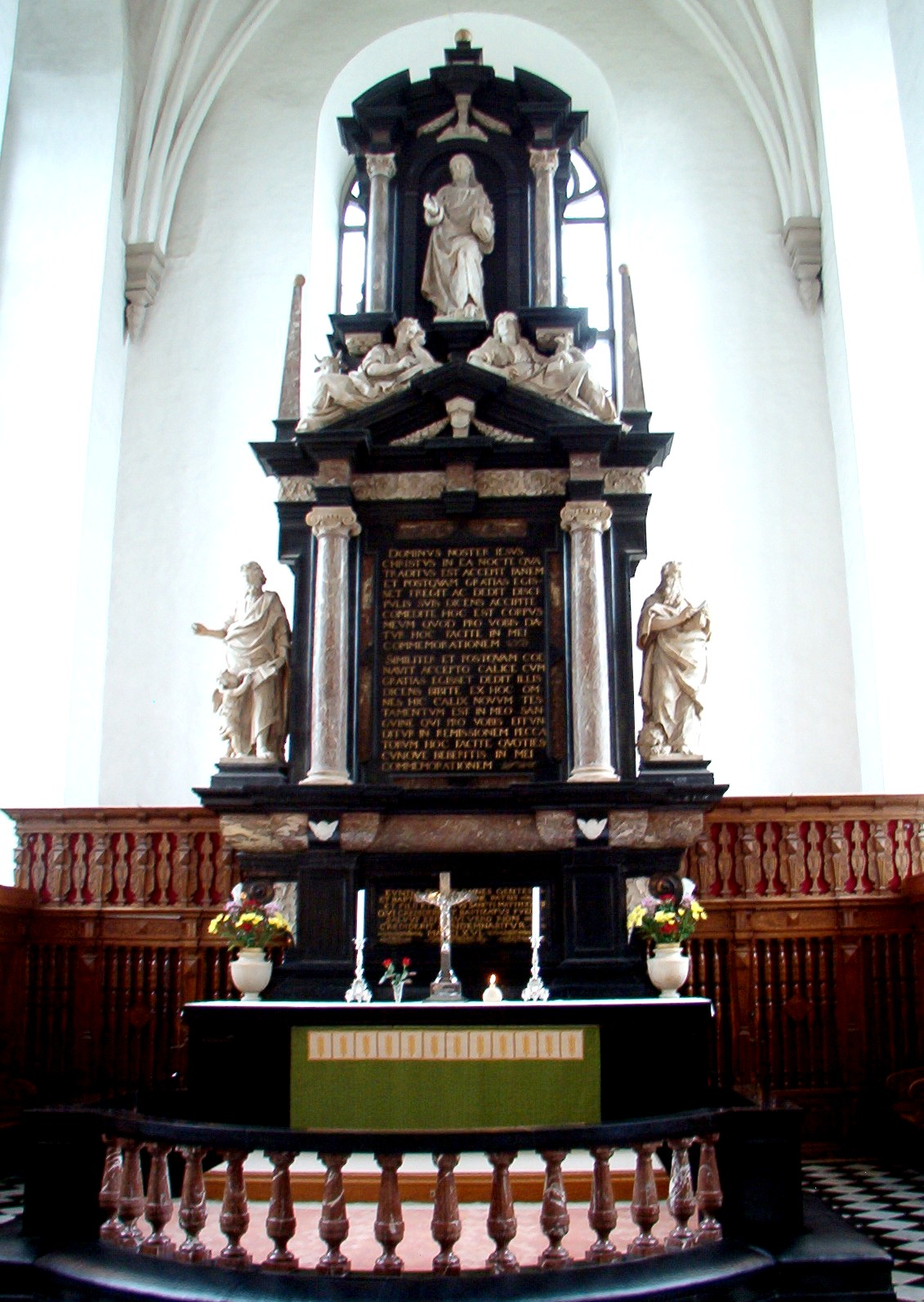
Ołtarz główny
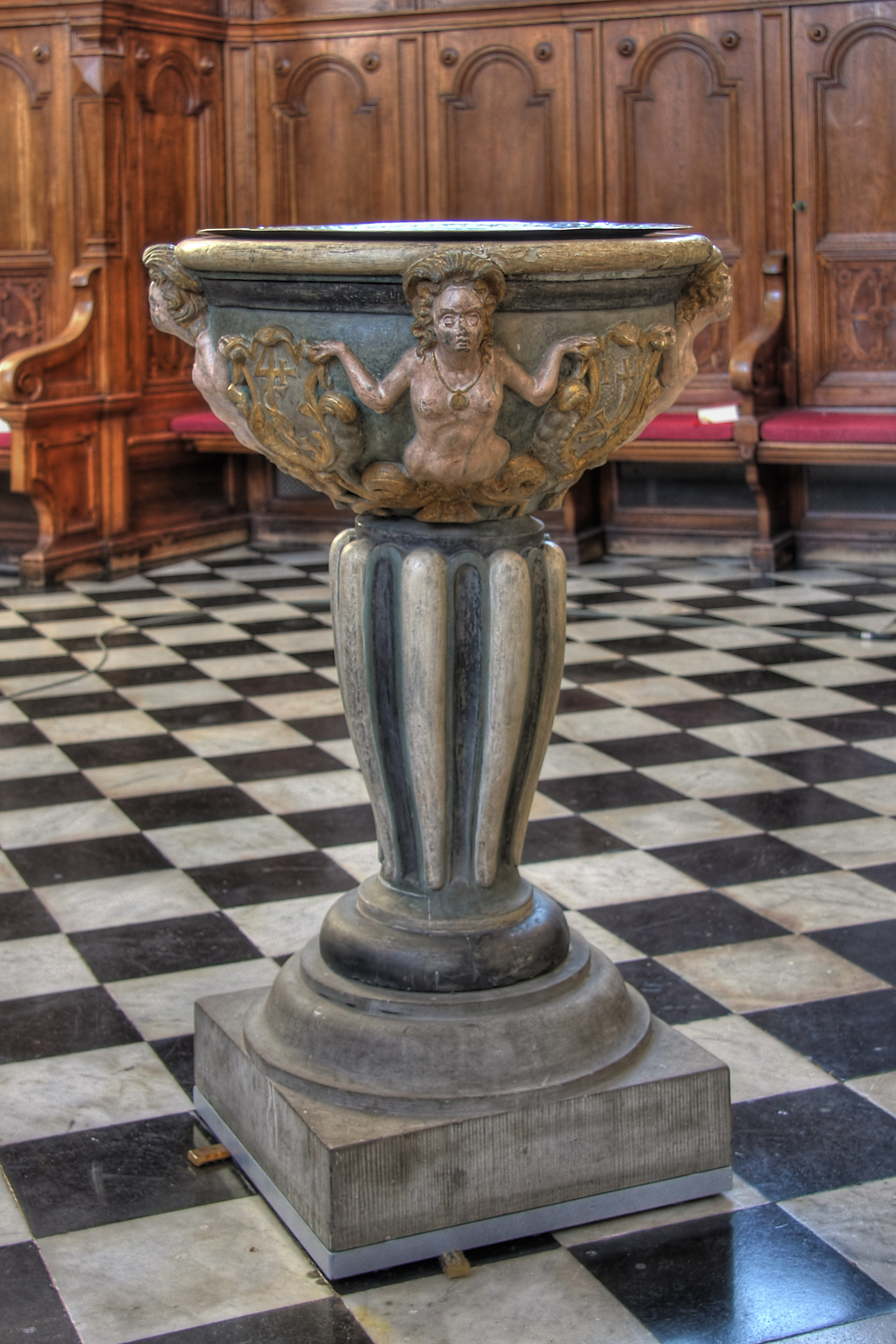
Chrzcielnica
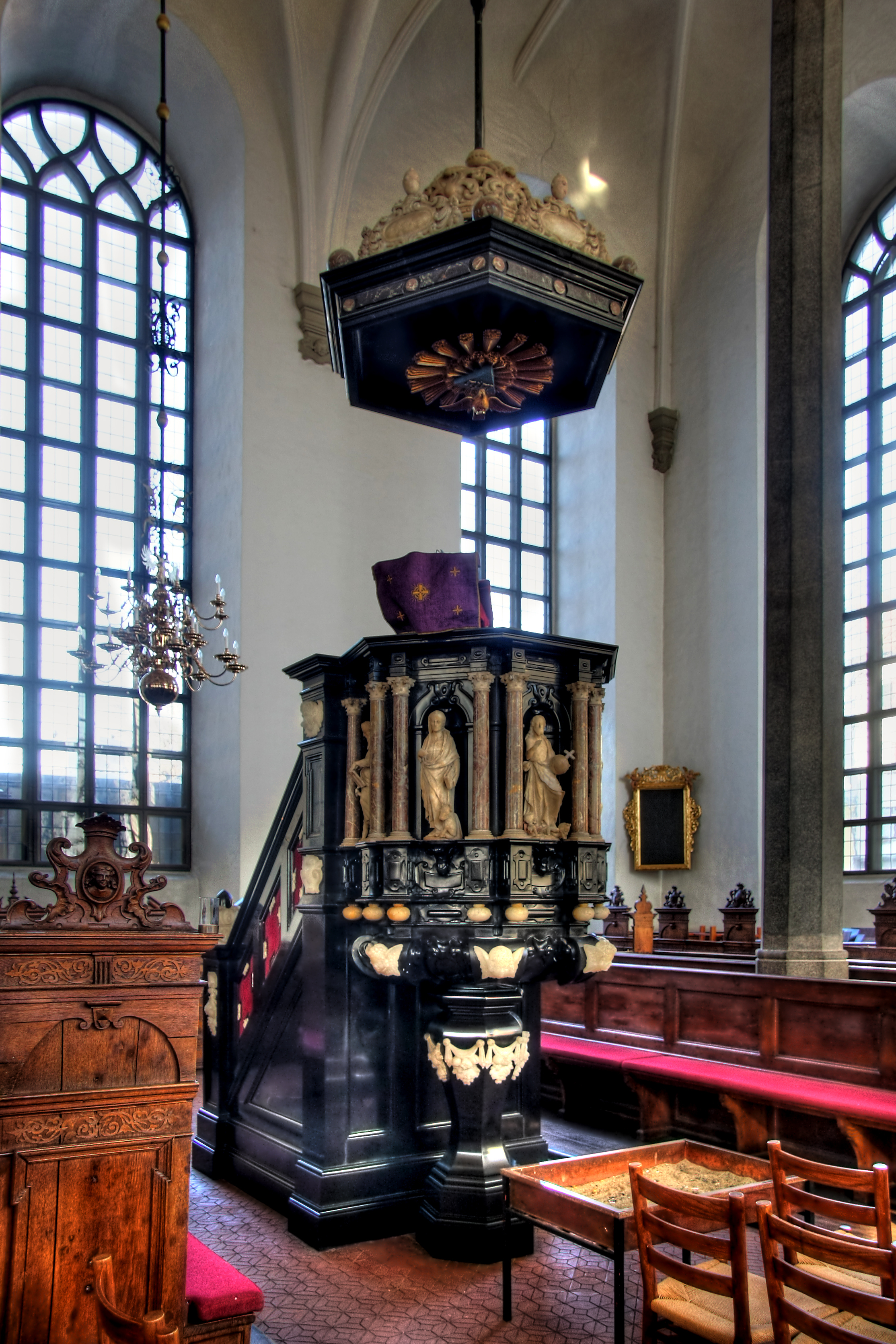
Ambona
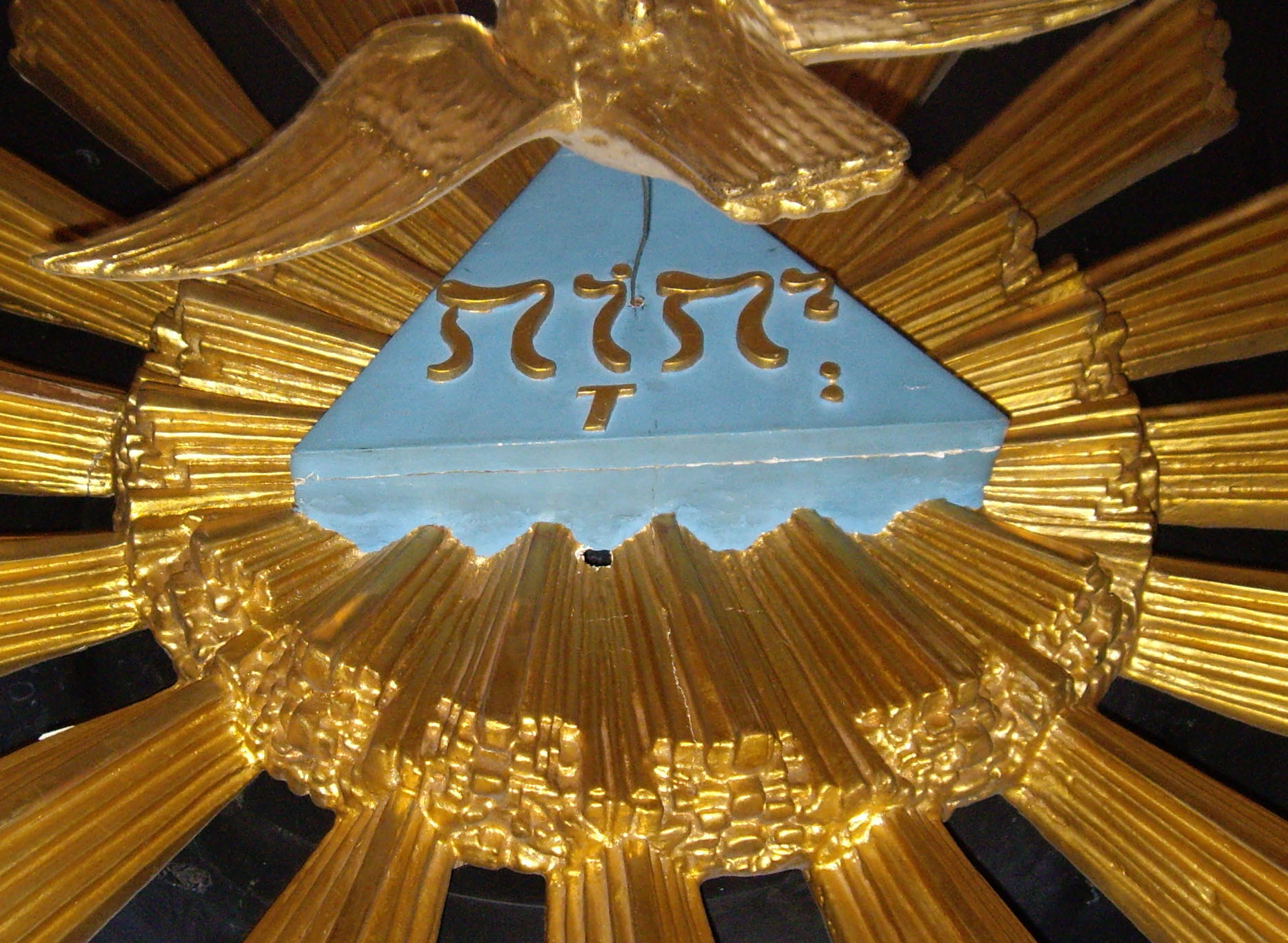
Imię Boga na daszku akustycznym ambony
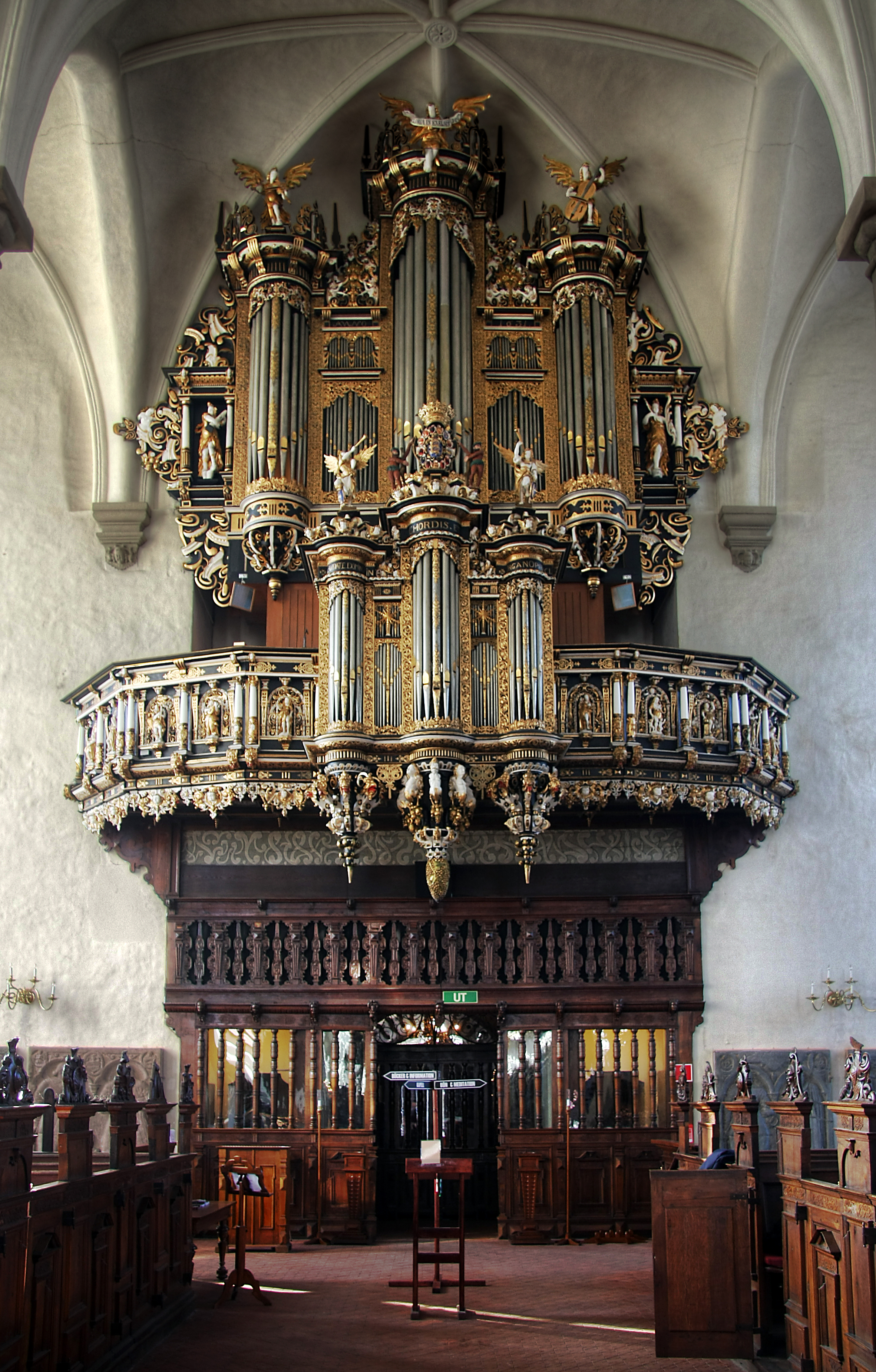
Prospekt organowy